# Birdwell
Birdwell – wieś w Anglii, w hrabstwie ceremonialnym South Yorkshire, w dystrykcie metropolitalnym Barnsley. Leży 13 km na północ od miasta Sheffield i 240 km na północny zachód od Londynu. W 2001 miejscowość liczyła 2989 mieszkańców.